# Ànimes germanes (Asher Brown Durand)
Ànimes germanes, en el seu títol original anglès Kindred Spirits, és una obra del pintor paisatgista Asher Brown Durand, de l'Escola del Riu Hudson. Asher B. Durand fou en principi un pintor de retrats, però amb el seu contacte amb Thomas Cole esdevingué un dotat pintor de paisatges.

## Introducció
A aquest llenç, Asher B. Durand representa el pintor Thomas Cole, que havia mort l'onze de febrer de 1848, i el seu amic, el poeta William Cullen Bryant, a un indret de les Catskill Mountains. La mort de Thomas Cole va ésser considerada una calamitat per al món artístic estatunidenc, degut a la seva edat (47 anys) i al fet d'haver estat l'iniciador de l'Escola del Riu Hudson. L'amistat entre Cole i Bryant datava de poc després de l'arribada del primer l'any 1825 a Nova York. L'any 1829, Thomas Cole, Asher Brown Durand, i William Cullen Bryant esdevingueren socis de la National Academy of Design.
L'emotiva pregària en memòria de Thomas Cole, escrita i llegida per William Cullen Bryant davant la National Academy of Design, va elevar aquest pintor al status d'heroi nacional. Per aquest motiu, l'home de negocis i filantrop Jonathan Sturges (1802-1874) va encarregar a Asher B. Durand aquest llenç.

## Anàlisi de l'obra
Oli sobre llenç; 117 x 92 cm.; 1849; Crystal Bridges Museum of American Art, Bentonville (Arkansas)
Cole i Bryant están situats sobre un penyal, que els permet una vista del paisatge espectacular que s'estén davant i sota seu. La cascada inferior s'ha identificat com Fawn's Leap, que es troba al costat sud del congost de Kaaterskill Clove. En la distància es troben l'esmentat congost, i Les Cascades de Kaaterskill, que en realitat no es poden veure junts. El penyal, sobre el qual es troben el dos personatges, s'ha identificat com Church's Ledge. Tanmateix, aquesta pintura té el seu origen en una meticulosa observació de la Natura. L'elegant branca de l'arbre de la part superior, deriva d'un acurat esbós fet amb llapis al natural i, de fet, tota la composició és el resultat d'un viatge que Durand va emprendre, el setembre i l'octubre de 1848, a les Catskills en homenatge a Thomas Cole.
A l'escorça de l'arbre més proper a l'espectador, hi ha tallats els noms de Cole i Bryant, la qual cosa deixa clar que la Natura ja no estava totalment verge. De fet, el desenvolupament dels Estats Units va prendre la forma d'una confrontació entre l'Home i la Natura, i aquesta interacció -sovint una agressió conflictiva- esdevingué una de les majors preocupacions de la pintura paisatgística americana.